# Lannebert
Lannebert (bret. Lannebeur) – miejscowość i gmina we Francji, w regionie Bretania, w departamencie Côtes-d’Armor.
Według danych na rok 1990 gminę zamieszkiwały 353 osoby, a gęstość zaludnienia wynosiła 51 osób/km² (wśród 1269 gmin Bretanii Lannebert plasuje się na 916. miejscu pod względem liczby ludności, natomiast pod względem powierzchni na miejscu 951.).